# Godfrey Huggins
Pour les articles homonymes, voir Huggins.
Godfrey Martin Huggins (6 juillet 1883 – 8 mai 1971), 1er vicomte Malvern, est un homme politique et médecin de Rhodésie du Sud. Il est le 1er Premier ministre de la Rhodésie du Sud de 1933 à 1953, puis reste en poste comme chef de gouvernement de la fédération de Rhodésie et du Nyassaland jusqu'en 1956, devenant le Premier ministre à la plus grande longévité dans l'histoire de l'Empire britannique.

## Biographie

### Enfance et formation
Né le 6 juillet 1883 à Bexley au Royaume-Uni, il est le fils d'un agent de change. Après des études de médecine de chirurgie à Londres, Huggins se rend en 1911 à Salisbury, en Rhodésie du Sud, initialement pour servir faire des remplacements de médecins, mais décide finalement de rester.

### Première Guerre mondiale
Huggins retourne au Royaume-Uni fin 1914, après le déclenchement de la guerre et rejoint le RAMC avec le grade de capitaine, en poste à l'hôpital de Colchester. Malgré son désir de se rendre en France, il est envoyé à Malte, où il s'occupe de victimes de la bataille des Dardanelles.
Les médecins ne devant servir que pendant un an à ce stade de la guerre, Huggins retourne en Rhodésie du Sud en 1916, mais revient au Royaume-Uni au bout de quelques mois. Il est alors affecté à l'hôpital orthopédique Hammersmith, puis l'hôpital Pavilion de Brighton. En 1917, il obtient finalement d'aller en France dans une compagnie d'ambulanciers, cette dernière rattachée à la 2e division de cavalerie près d'Amiens. Son travail de chirurgien à cette époque le conduit à l'écriture d'un livre, Moignons d'amputation: leurs soins et l'après traitement (Frowde, Hodder & Stoughton, Londres 1918).

### Carrière politique
De retour en Rhodésie à la fin de la guerre, il est élu en 1923 au 1er conseil législatif de la colonie, récemment affranchie de la tutelle de la British South Africa Company (BSAC). Membre du Parti Uni de Rhodésie (United Rhodesia Party) victorieux aux élections générales, il succède à George Mitchell en tant que premier ministre de Rhodésie du Sud en 1933. En 1941, Huggins est fait chevalier par le roi George VI. Avocat de la fédération entre les différentes colonies d'Afrique australe afin de former un dominion au sein de l'Empire britannique, il soutient également le principe de la domination blanche, conjointement avec celui d'accorder le droit de vote à un petit nombre, éduqués et instruits, de la majorité noire.
En 1953, son objectif est partiellement atteint avec la création de la Fédération de Rhodésie et Nyassaland unissant la Rhodésie du Nord, la Rhodésie du Sud et le Nyassaland. À la suite de la victoire de son organisation politique, le Parti fédéral uni (United Federal Party), Godfrey Huggins quitte son poste de 1er ministre de Rhodésie du Sud pour celui de Premier ministre de la Fédération. Cette dernière entité n'en est pas moins perçue comme une institution coloniale supplémentaire, destinée à retarder l'affranchissement des dernières colonies britanniques d'Afrique. Ainsi, Huggins ne parvient pas à réduire la méfiance des africains ni les revendications ségrégationnistes des blancs.
En 1955, il est anobli sous le titre de Lord Malvern. En 1956, ayant échoué à obtenir des Britanniques le statut de dominion pour la fédération, il démissionne de son poste de premier ministre. Roy Welensky lui succède à la tête de la Fédération. Godfrey Huggins ne peut s'opposer à la dislocation de la Fédération. Retiré de la vie politique, il décède à Salisbury le 8 mai 1971.

## Source
- (en) Cet article est partiellement ou en totalité issu de l’article de Wikipédia en anglais intitulé « Godfrey Huggins, 1st Viscount Malvern » (voir la liste des auteurs).